# Kopanica (Piława Górna)
Kopanica (niem. Haunold) – dzielnica miasta Piława Górna w województwie dolnośląskim, w powiecie dzierżoniowskim.

## Położenie i nazwa
Kopanica leży w południowo-wschodniej części Piławy Górnej na wysokości ok. 310–320 m n.p.m., u zachodniego podnóża Wzgórz Gumińskich. Wiedzie do niej ul. Stefana Okrzei, a także ul. Bolesława Chrobrego. Od centrum miasta dzielnicę oddziela, otwarta w 1858, linia kolejowa Dzierżoniów-Ząbkowice Śląskie. Przez Kopanicę wiedzie także nieczynna już trasa Kobierzyce-Piława Górna.
W średniowieczu stykały się tu historyczne granice księstw: świdnickiego, ziębickiego i brzeskiego. Obecnie blisko tego obszaru przebiega granica powiatu dzierżoniowskiego i ząbkowickiego. Z tej części miasta można udać się do Przerzeczyna-Zdroju, a także do Brodziszowa, Zwróconej i dalej do Ząbkowic Śląskich.
Polska nazwa Kopanica wywodzi się prawdopodobnie od słowa kopa, oznaczającego górę czy wzniesienie. Podobną etymologię ma niemiecka nazwa Haunold. Dzielnica ta jest najwyżej położoną częścią miasta.

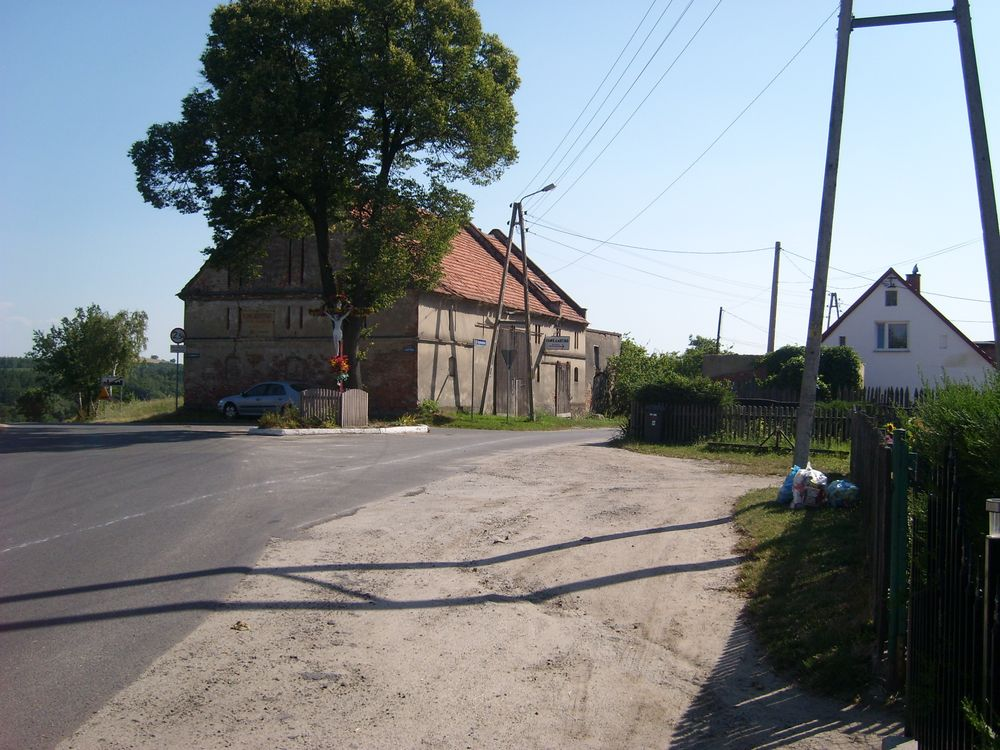
Kopanica

## Historia
Pierwsza wzmianka o wsi Haunold pochodzi z 1375. Była to mała osada, granicząca z dużym majątkiem Oberhof. Przez setki lat wieś przechodziła z rąk do rąk, zmieniając swoich właścicieli. Wśród nich byli m.in. Friedrich von Seydlitz czy Konrad von Burgsdorf. Od 1825 Haunold był częścią majoratu w Kleutsch. W tym czasie rozwijał się jako osada tkacka.
Po II wojnie światowej wsi nadano polską nazwę Kopanica. W latach 1945–1954 w gminie Zwrócona w powiecie ząbkowickim w woj. wrocławskim. W październiku 1954 Kopanica (wraz z Kośminem, Kalinowem i Piławą Górną) weszła w skład nowo utworzonej gromaday Piława Górna w powiecie dzierżoniowskim. 1 stycznia 1956 gromadzie Piława Górna nadano status osiedla, co oznaczyło, że Kopanica stała się częścią tej skonsolidowanej jednostki, a więc w praktyce została włączona do Piławy Górnej. 18 lipca 1962 osiedle Piława Górna otrzymało status miasta.

## Przemysł
Na początku XX wieku wybudowano tu fabrykę maszyn i narzędzi rolniczych, przekształconą w czasie wojny na fabrykę konserw jarzynowych. Obecnie, oprócz kilku gospodarstw, funkcjonują tu zakłady kamieniarskie.